# Danubio Sport Club
El Danubio Sport Club (usualmente llamado Danubio o Deportivo Danubio) fue un club profesional de fútbol venezolano. Tenía como sede la ciudad de Caracas y disputaba sus partidos en el "Estadio San Agustín del Sur".

## Historia
El equipo fue creado principalmente por emigrantes de Hungría y del centro europeo, que llegaron a Venezuela en los años cincuenta del siglo XX.

(El Danubio) Tuvo una vida efímera: 1958 y 1959. Su presidente era Tibor Pivko y el tren directivo se completó con José Molina (vicepresidente), George Kemes (tesorero), Eugenio Linder (secretario), Geza Barton (director de Relaciones Públicas), L. Epielberger (comisario), Eugene Wiener Frommer (delegado) y Gaby Mozer (director técnico). Todos eran venezolanos pero por naturalización, a excepción de José Molina.Eliezer Pérez

En la era profesional, solo disputó la temporada de 1958 y la temporada de 1959.
La temporada de fútbol profesional de 1958 se llamó Copa Junta de Gobierno, en donde el Danubio terminó de último. El primer partido del equipo de colonia fue el 17 de agosto de 1958 con el Deportivo Portugués y terminó 0 - 0. Su primera victoria fue el 28 de septiembre del mismo año con el La Salle y fue por 2 a 0.
En el campeonato profesional de 1959 el Danubio alcanzó el tercer lugar, consiguiendo 4 victorias en los 12 partidos disputados. El Danubio logró vencer por 3 a 2 el 8 de marzo de 1959 el Deportivo Español, que se tituló Campeón de Venezuela en ese año.
El Deportivo Danubio también jugó en contra de la selección de Curazao y Bonaire en partidos amistosos.
Sucesivamente fue disuelto por problemas de presupuesto y falta de seguidores, ya que la colonia húngara en Venezuela era muy pequeña.